# Martin Iwanowitsch Eppinger
Martin Iwanowitsch Eppinger, eigentlich Martin Abraham Eppinger, russisch Мартин Иванович Эппингер (*  10. Juli 1822 in Sankt Petersburg; † 5. November 1873 ebenda) war ein russlanddeutscher Architekt. Sein Hauptwerk sind die Gebäude des Russian Compound in Jerusalem.

## Leben
Martin Eppinger stammte aus einer Familie, die aus Württemberg nach Russland gekommen war. Sein Vater Johanes Eppinger war Instrumentenmacher. Der Architekt Friedrich (Fjodor Iwanowitsch) Eppinger (1816–1873) war sein älterer Bruder. Er besuchte bis 1832 die Petrischule in St. Petersburg und studierte dann Architektur an der Petersburger Kaiserlichen Akademie. 1840 und 1841 gewann er verschiedene Medaillen. 1852 erhielt er für seine Architektentätigkeit in St. Petersburg und Umgebung den Titel Akademiker.
Ab 1853 unternahm er ausgedehnte Reisen zum Studium byzantinischer Baudenkmäler, unter anderem der Athos-Klöster.

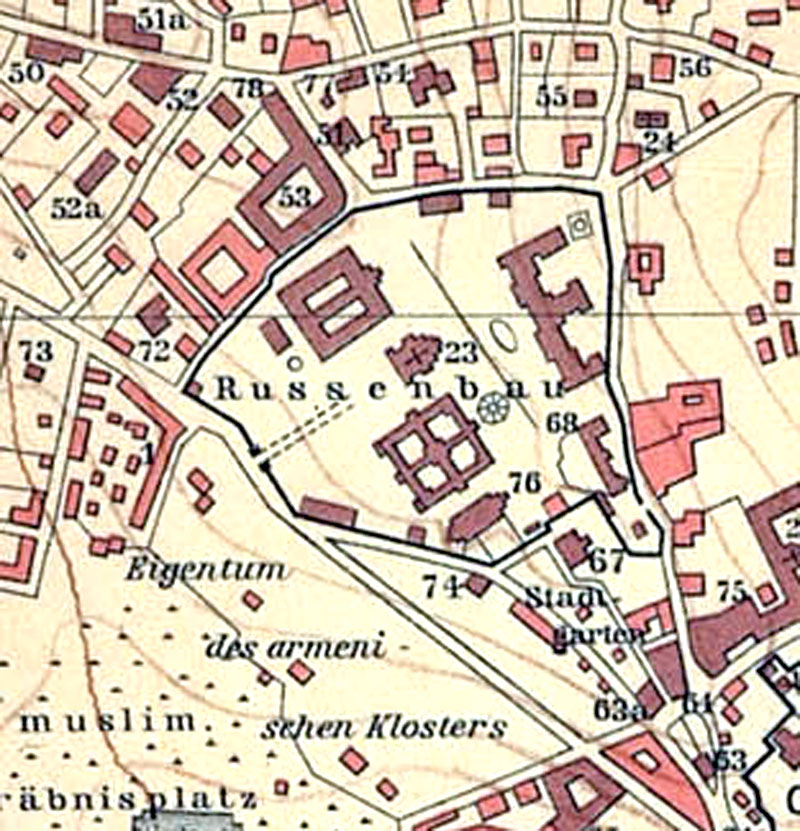
Der Russenbau auf einer Jerusalem-Karte von Conrad Schick 1894

1859 erhielt er von der Russischen Mission im Heiligen Land, der späteren Kaiserlichen Orthodoxen Palästina-Gesellschaft den Auftrag zum Bau eines umfangreichen Gebäudekomplexes etwa 400 Meter nordwestlich der Altstadt von Jerusalem. Der heute unter seiner englischen Bezeichnung als Russian Compound bekannte Komplex (historischer deutscher Name: Russenbau) umfasste rund um die 1872 geweihte Dreifaltigkeitskathedrale den Bischofspalast, das Konsulat, ein Hospital sowie Gebäude zur Unterbringung der zahlreichen Jerusalem-Pilger aus dem Russischen Kaiserreich.

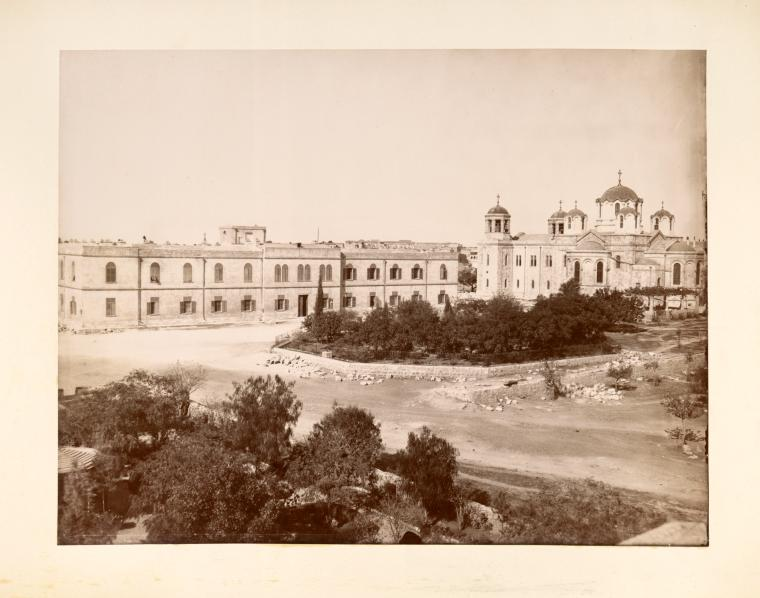
Der Russenbau (Russian Compound) kurz nach der Fertigstellung
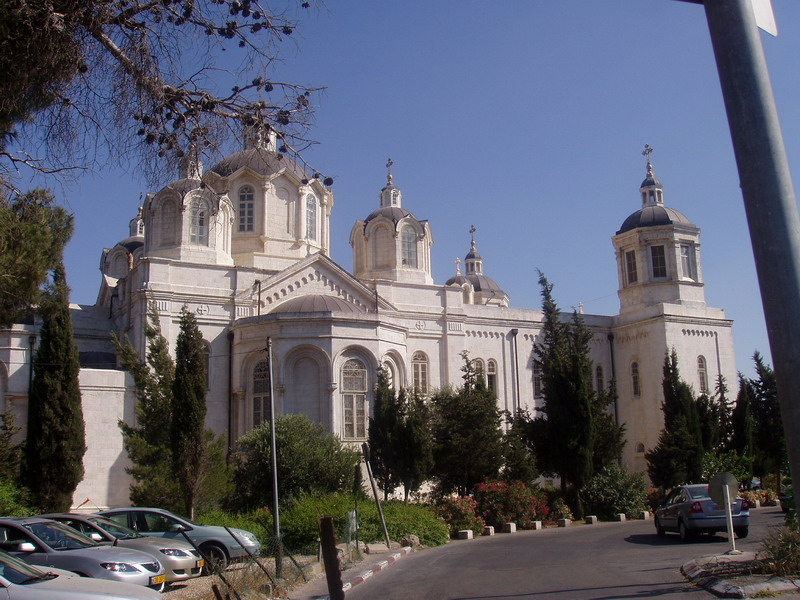
Dreifaltigkeitskathedrale
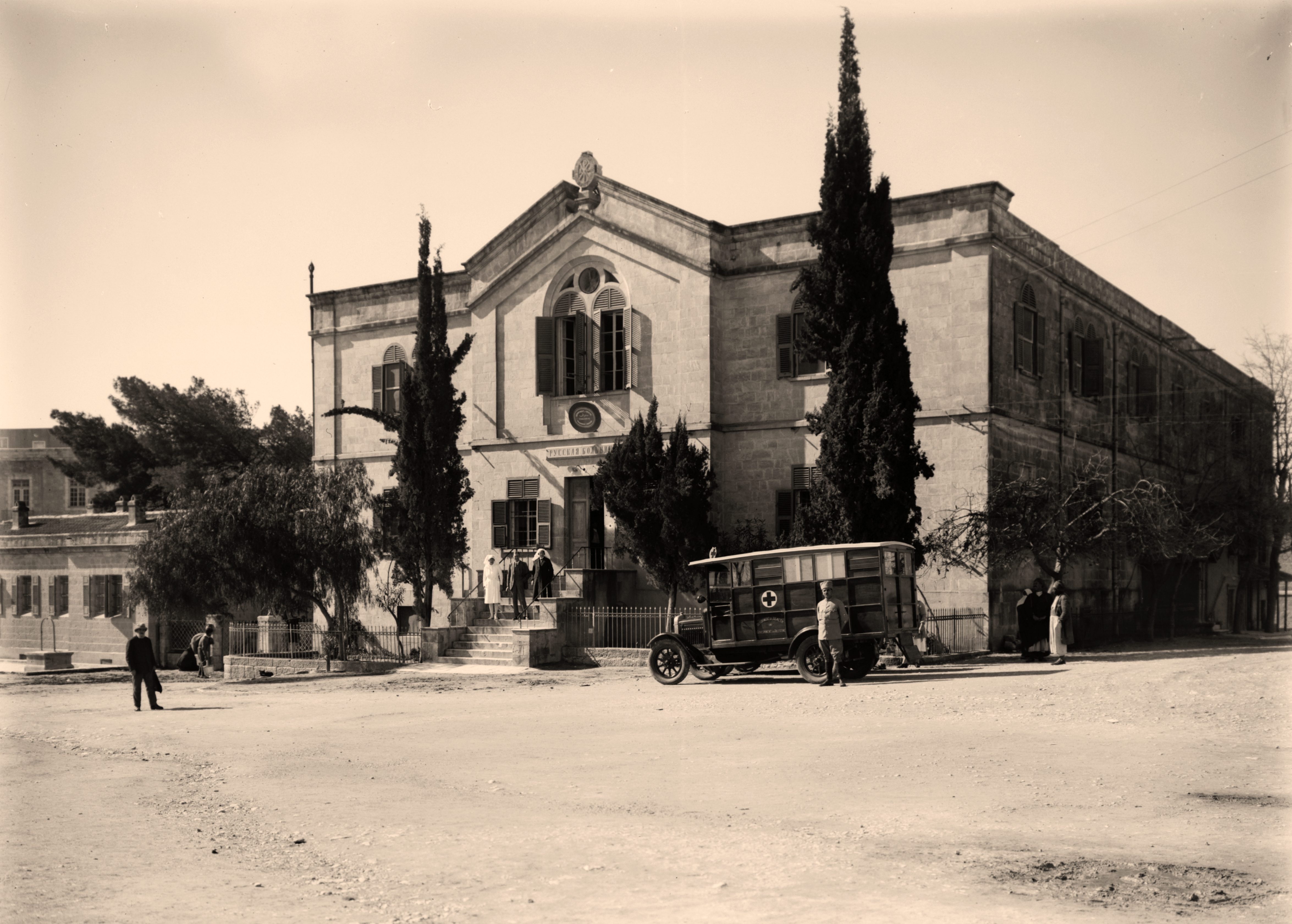
Hospital

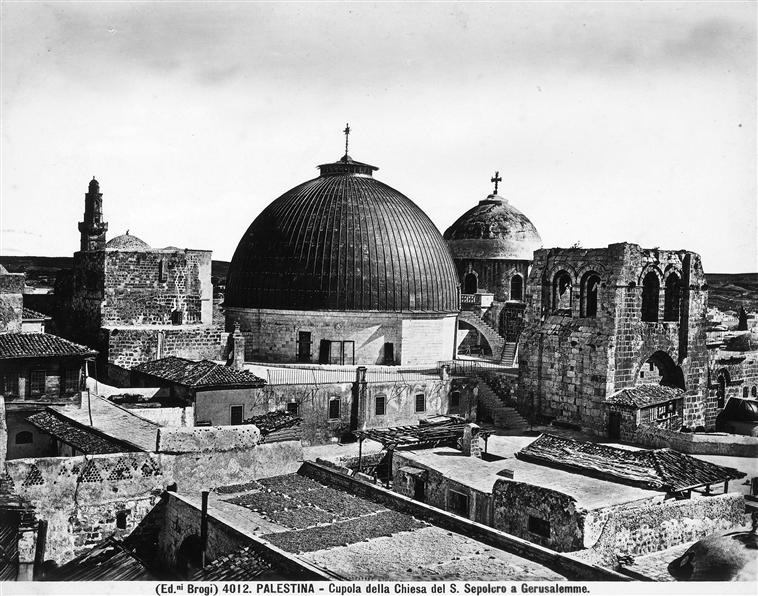
Grabeskirche (vor 1881)

1862 war Eppinger Teil eines komplizierten Kompromisses zur Wiederherstellung der 1808 bei einem Brand beschädigten Hauptkuppel der Grabeskirche. Der Streit darum war Teil des Konflikts um die Schutzherrschaft über die Grabeskirche, der 1853 ein Auslöser des Krimkrieges um die Vorherrschaft im zerfallenden Osmanischen Reich gewesen war, in dem sich Russland einerseits und das Osmanische Reich, Frankreich und Großbritannien andererseits gegenüberstanden. Unter Vermittlung der Hohen Pforte hatten sich Frankreich (als Schutzmacht der Katholiken) und Russland (als Schutzmacht der Orthodoxen) auf ein gemeinsames Vorgehen geeinigt. Das 1869 vollendete Projekt mit einem in Frankreich produzierten eisernen Tragwerk und einem wesentlich erhöhten Kuppelaufbau wurde Eppinger gemeinsam mit dem französischen Architekten Christophe-Edouard Mauss (1829–1914) übertragen, der auch die St.-Anna-Kirche (Jerusalem) restaurierte.
Sein Sohn Boris Martinowitsch Eppinger (* 1864; † nach 1915) wurde ebenfalls Architekt und Bauingenieur.

## Ehrungen
- 1862 Ehrenmitglied der Petersburger Akademie
- Titel Staatsrat